# Белокаменное (озеро, Россия)
Белокаменное (фин. Suuri-Saarijärvi) — озеро на территории Севастьяновского сельского поселения Приозерского района Ленинградской области.

## Общие сведения
Площадь озера — 0,7 км². Располагается на высоте 15,1 метров над уровнем моря.
Форма озера лопастная, продолговатая: вытянуто с запада на восток. Берега каменисто-песчаные, местами скалистые.
Через озеро протекает река Севастьяновка, берущая начало из озера Бобровского и впадающая в озеро Невское, из которого вытекает река Новинка, которая, в свою очередь, втекает в озеро Вуоксу.
С южной стороны в озеро втекает безымянный ручей, берущий начало из озера Покровского.
Ближе к восточной оконечности озера расположен один относительно крупный (по масштабам водоёма) остров без названия.
С запада от озера проходит просёлочная дорога.
Название озера переводится с финского языка как «большое озеро с островами».
Код объекта в государственном водном реестре — 01040300211102000012721.